# Ghana i olympiska sommarspelen 1964
Ghana deltog med 33 deltagare vid de olympiska sommarspelen 1964 i Tokyo. Totalt vann de en bronsmedalj.

## Medalj

### Brons
- Eddie Blay - Boxning, lätt weltervikt.